# Venegasia carpesioides
Venegasia carpesioides DC., 1838 è una pianta erbacea della famiglia delle Asteracee (sottofamiglia Asteroideae, Tribù Madieae). È l'unica specie del genere Venegasia che a sua volta è anche l'unico genere della sottotribù Venegasiinae.

## Etimologia
Il nome generico (Venegasia) è stato dato in ricordo del gesuita messicano Miguel Venegas (1680–1764) autore nel 1759 di una storia naturale e civile della California. L'epiteto specifico (carpesioides) significa "simile a Carpesium" (Carpesium L. è un genere di piante della famiglia delle Asteraceae, sottofamiglia	Asteroideae, tribù Inuleae distribuita soprattutto in Asia) e si riferisce alla somiglianza tra i capolini della Venegasia e i boccioli di Carpesium.
Il nome scientifico della specie (e del genere) è stato definito per la prima volta dal botanico e micologo svizzero Augustin Pyramus de Candolle (Ginevra, 4 febbraio 1778 – Ginevra, 9 settembre 1841) nella pubblicazione "Prodromus Systematis Naturalis Regni Vegetabilis - 6: 43. 1838" del 1838, mentre il nome scientifico della sottotribù è stato definito per la prima volta dal botanico contemporaneo Bruce Gregg Baldwin (1957-) nella pubblicazione "Systematic Botany; Quarterly Journal of the American Society of Plant Taxonomists - 27(1): 194 (2002)." del 2002.

## Descrizione
L'habitus di Venegasia carpesioides può essere sia erbaceo perenne che subarbustivo (o debolmente arbustivo) con fusti per lo più eretti. L'altezza delle piante varia da 50 a 150 cm (massimo 250 cm).
Le foglie lungo il caule sono disposte per lo più in modo alterno (alla base sono opposte). La lama, picciolata, ha un contorno da rotondo-deltato a ovato oppure cordato. I bordi sono subinteri o dentati. La parte abassiale della foglia è resinoso-punteggiata, mentre quella adassiale è glabra. Le foglie sono trinervate.
Le infiorescenze sono composte da capolini radiati in formazioni corimbose lasse o sostenuti singolarmente.  I capolini sono formati da un involucro a forma da emisferica a globosa composto da diverse squame  (da 20 a 40 disposte in 3 - 4 serie) persistenti, al cui interno un ricettacolo fa da base ai fiori di due tipi: quelli esterni del raggio e quelli più interni del disco. Le squame sono di due tipi: interne ed esterne; quelle esterne (1 - 2 serie) spesso sono riflesse, con forme da ovate a ampiamente deltate; quelle interne (2 - 3 serie) hanno una consistenza membranosa o scariosa con un indurimento basale e sono progressivamente più piccole. Il ricettacolo privo di pagliette ed è da piatto o convesso a debolmente conico; inoltre è sparsamente tomentoso. Diametro dell'involucro: 12 – 25 mm.
Formula fiorale: per queste piante viene indicata la seguente formula fiorale:
* K 0/5, C (5), A (5), G (2), infero, achenio
I fiori sono tetraciclici (a cinque verticilli: calice – corolla – androceo – gineceo) e pentameri (ogni verticillo ha 5 elementi). I fiori del raggio (da 12 a 34) sono femminili e fertili, hanno le corolle colorate di giallo. I fiori del disco (da 35 a 150) sono ermafroditi e fertili con corolle colorate di giallo e tubi densamente pubescenti-ghiandolosi (specialmente alla base); la gola ha una forma da campanulata a strettamente urceolata; gli apici sono 5 con forme ovato-deltate e bordi da interi a impercettibilmente bilobati o trilobati. Il calice è ridotto ad una coroncina di squame.
L'androceo è formato da 5 stami con filamenti liberi e antere saldate in un manicotto circondante lo stilo.  Le antere sono gialle con appendici ovate e numerose ghiandole. Le cellule dell'endotecio sono da quadrate a oblunghe con 2 - 3 ispessimenti polari.
Il gineceo ha un ovario uniloculare infero formato da due carpelli.. Lo stilo è unico e con due stigmi nella parte apicale. Gli stigmi possiedono delle ampie superfici stigmatiche, sono inoltre provvisti di apici papillosi da deltati a ottusi (le appendici sono assenti).
I frutti sono degli acheni dalla forma spesso incurvata (clavata) e oblunga o fusiforme; possiedono 4 - 5 angoli o creste longitudinali appena riconoscibili e circa una ventina di nervature. Il colore è nero e la superficie è glabra e minutamente papillosa. Il pappo è assente.

## Distribuzione e habitat
La distribuzione di questa pianta è relativa alla California e al Messico (settentrionale/occidentale). L'habitat tipico è quello soleggiato delle coste della California.

## Tassonomia
La famiglia di appartenenza della specie (Asteraceae o Compositae, nomen conservandum) è la più numerosa del mondo vegetale, comprende oltre 23000 specie distribuite su 1535 generi (22750 specie e 1530 generi secondo altre fonti).  La sottofamiglia Asteroideae è una delle 12 sottofamiglie nella quale è stata suddivisa la famiglia Asteraceae, mentre Madieae è una delle 21 tribù della sottofamiglia. La tribù Madieae a sua volta è suddivisa in 5 sottotribù (Venegasiinae è una di queste).

### Filogenesi
La classificazione tradizionale assegna il genere Vanegasia alla tribù Heliantheae, sottotribù Chaenactidinae.

Recenti studi filogenetici assegnano il genere alla tribù Madieae, unico genere della sottotribù Venegasiinae.

In particolare la Venegasia carpesioides insieme alle specie delle sottotribù Hulseinae, Arnicinae e Madiinae costituiscono un clade ben definito (Venegasia carpesioides risulta essere “gruppo fratello” del resto del clade).

Il numero cromosomico per questa specie è: 2n = 38.